# Yagyu Ninpo Cho: Die Rache des Hori-Clans
Yagyu Ninpo Cho: Die Rache des Hori-Clans (jap. Y十M ～柳生忍法帖～, Y jū M – Yagyū Ninpō Jō) ist eine Manga-Serie des japanischen Zeichners Masaki Segawa nach dem Roman Yagyū Nimpōchō des Schriftstellers Futaro Yamada. Segawa setzte zuvor bereits mit Basilisk erfolgreich ein Werk Yamadas in Comicform um. Der seit 2005 erscheinende Ninja-Manga umfasst bisher etwa 2.000 Seiten und richtet sich vorwiegend an eine erwachsene, männliche Leserschaft, lässt sich also der Seinen-Gattung zuordnen.

## Handlung
In Japan herrscht zur Zeit des Tokugawa-Shogunats der Fürst (Daimyō) von Aizu, Akinari Katō, mit grausamer Hand über sein Land.
Aufgrund steigender Kriminalität und Korruption zettelt Mondo Hori eine Rebellion an. Diese schlägt fehl, woraufhin er und seine Getreuen fliehen. Drei Jahre später spürt Kato die Männer in einem Kloster auf und lässt sie mithilfe der „Sieben Speere“, Ninjas mit besonderen Kampffähigkeiten, gefangen nehmen. Auch die Frauen des Hori-Clans werden aufgespürt. Sie haben sich in einem Frauenkloster versteckt, das nicht von Männern betreten werden darf. Die „Sieben Speere“ ignorieren dieses Gesetz und dringen in das Kloster ein. Dort verüben sie unter den Frauen des Hori-Clans ein grausames Gemetzel, das erst gestoppt wird, als Prinzessin Sen, die Schwester des derzeitigen Shoguns, eintrifft. Nur sieben Frauen überleben das Massaker, darunter Chie, die Tochter von Clanchef Mondo Hori.
Erbost über die Morde an den Frauen engagiert Prinzessin Sen den Kämpfer Jubee Mitsuyoshi, der die Frauen im Kampf unterrichten soll, damit sie Rache an den „Sieben Speeren“ nehmen können.

## Veröffentlichungen
Yagyu Ninpo Cho: Die Rache des Hori-Clans erscheint in Japan seit April 2005 in Einzelkapiteln im Manga-Magazin Young Magazine, in dem unter anderem auch ×××HOLiC von CLAMP veröffentlicht wird. Der Kōdansha-Verlag bringt diese Einzelkapitel auch in Sammelbänden heraus, von denen bisher zehn erschienen sind.
Der Heyne Verlag publizierte die ersten vier Sammelbände von April 2007 bis Februar 2008 in Deutschland. Die Veröffentlichung wurde wegen nicht zufriedenstellender Absätze eingestellt. In Südkorea erscheint Yagyu Ninpo Cho: Die Rache des Hori-Clans seit August 2006 beim Verlag Bookbox. Del Rey bringt die Serie seit Oktober 2007 unter dem Titel The Yagyu Ninja Scrolls in Nordamerika heraus.